# Mumbai Kenkre FC
Der Mumbai Kenkre Football Club ist ein indischer Fußballverein aus Mumbai, der Hauptstadt des Bundesstaates Maharashtra. Aktuell spielt der Verein in der dritten Liga, der I-League 2nd Division.

## Erfolge
- I-League 2nd Division: 2021 (2. Platz)  ▲

## Stadion
Der Verein trägt seine Heimspiele im Cooperage Ground in Mumbai aus. Das Stadion hat ein Fassungsvermögen von 5000 Zuschauern.

## Trainerchronik
| Name              | von            | bis           |
| ----------------- | -------------- | ------------- |
| Anthony Fernandes | 1. Juli 2006   | 30. Juni 2011 |
| Floyd Pinto       | 1. Juli 2011   | 30. Juni 2014 |
| Joshua Lewis      | 1. Juli 2014   | 30. Juni 2015 |
| Ekendra Singh     | 1. Januar 2015 | 30. Juni 2018 |
| Sanjay Singh      | 1. Juli 2015   | 30. Juni 2017 |
| Akhil Kothari     | 1. Juni 2021   | heute         |

## Frauenmannschaft
Die Frauenmannschaft vom Mumbai Kenkre Football Club spielt in der ersten Liga, der Indian Women’s League.